# Hohenberger Forst
Hohenberger Forst – dawny obszar wolny administracyjnie (gemeindefreies Gebiet) w Niemczech w kraju związkowym Bawaria, w rejencji Górna Frankonia, w regionie Oberfranken-Ost, w powiecie Wunsiedel im Fichtelgebirge. Obszar był niezamieszkany.
1 kwietnia 2013 obszar został rozwiązany, a jego teren włączony do:
- miasta Hohenberg an der Eger - 7,55 km²
- miasta Selb - 5,72 km²
- gminy targowej Thiersheim - 0,64 km²